# Rodenstock GmbH
Rodenstock GmbH — германская компания, производитель очковых линз, оправ и оптического оборудования.

## История компании
Компания была основана в 1877 году Йозефом Роденштоком (Josef Rodenstok) в городе Вюрцбург, Бавария. Компания производила барометры, линейки, очки, оправы для очков и другие приборы. В 1882 году Роденсток экспортировал свою продукцию в Австрию, Швейцарию, Нидерланды, Данию, Италию и Россию. В 1883 году компания переехала в Мюнхен.
В 1905 году управление компанией перешло сыну Йозефа Роденштока — Александру. В 1920-е годы компания производила объективы для фотоаппаратов по заказам производителей фотоаппаратов. Объективы Rodenstock пользовались хорошей репутацией, и по просьбам потребителей компания начала выпуск собственных фотоаппаратов. Во время Второй мировой войны компания продолжала производство очков, и выпускала комплектующие изделия для танковых оптических приборов. В 1953 году управление компанией перешло Рольфу Роденштоку — сыну Александра.
Компания продолжала выпускать объективы для фотоаппаратов, очки и оправы для очков. В конце 1990-х годов компания начала выпуск объективов для цифровых фотоаппаратов.
В конце 1980-х годов Рольф Роденшток приобрёл в собственность компанию Rodenstock. В 2002 году компания сменила форму собственности на GmbH (общество с ограниченной ответственностью). С 2004 года компанией владеет частная инвестиционная компания Permira. В 2000 году подразделение по производству объективов было выведено в компанию Linos AG.

## Фотоаппараты Rodenstock
- Adina
- Astra
- Autoklapp
- Bafo
- Box
- Citoklapp
- Citonette — 1932 год. С объективом Trinar и затвором Compur.
- Clarovid, Clarovid II
- Daro III
- Gero
- Illma
- Imagon Spezialkamera I / II / III
- Lumofort
- Nahbildkamera, Nahbildkamera Stereo
- Planitta, Planitta II
- Prinzess
- Prontoklapp
- Robra
- Rodar II / III
- Rodella
- Rodinett
- Rofina I / II
- Rollfilm-Kamera
- Rulex
- Supreme — размер кадра 6×9 см. Скландой мех. Объектив Trinar 1:4,5 10,5 см.
- Wedar I / II / V
- Werol — 1933 год. С объективом Eurynar и затвором Compur
- Ysella — размер кадра 3×4 см (плёнка типа 127). Фотоаппарат выпускался компанией Zeh по заказу Rodenstock. Zeh продавал камеру под названием Goldi. Японская компания Proud выпускала копию Goldi под названием Baby Rosen.
- Ysette

## Объективы Rodenstock
- Apo-Grandagon — для фотоаппаратов среднего и большого форматов. Фокусное расстояние от 35 мм до 55 мм.
- Apo-Ronar — для фотоаппаратов среднего и большого форматов. Фокусное расстояние от 150 мм до 890 мм.
- Eurygon — 30/2.8, 35/4.0 — М42
- Eurynar — для фотоаппаратов большого формата. Выпускался до Второй мировой войны. Фокусное расстояние 165 мм f/4.5.
- Heligon — 35/2.8. — М39; объективы 50/1.9, 50/2.0 — М42
- Monar
- Periskop
- Rodagon — серия макрообъективов
- Rotelar — 180/4.5 — М42
- Apo-Sironar — для фотоаппаратов среднего и большого форматов.
- Splendar
- Trinar
- Yronar — 135/3.5 — М42